# Ella Briggsová
Ella Briggsová (nepřechýleně Briggs, rozená Baumfeld; 5. března 1880 Vídeň – 20. července 1977 Londýn) byla rakouská architektka.

## Život
Ella Baumfeldová se narodila 5. března 1880 ve Vídni do židovské rodiny právníka Josefa Baumfelda a jeho ženy Caroline Baumfeldové, rozené Brückové/Brykové (1842–1935). Měla dva bratry: Maurice (1868–1913) a Friedricha (1870–1953) a sestru Friederike (187–1943).
Protože ženy nemohly v Německém císařství studovat architekturu, studovala malbu na malířské škole Wiener Frauenerwerbsvereines (Vídeňský ženský pracovní spolek) u Adalberta Seligmanna a později na Wiener Kunstgewerbeschule (Univerzita užitného umění ve Vídni) u různých pedagogů.
V roce 1903 Baumfeldová odcestovala do Spojených států amerických. V roce 1904 získala medaili na výstavě Louisiana Purchase Exposition v St. Louis ve státě Missouri. V roce 1907 se v New Yorku provdala za právníka Waltera J. Briggse; po pěti letech bezdětného manželství se v roce 1912 rozvedli.
Do roku 1910 si vybudovala pověst interiérové designérky a vyzdobila několik místností newyorského New German Theatre (Nové německé divadlo), které se nacházelo na 59. stret a Madison street. Briggsová ve spolupráci s Carrollem Mercerem zařizovala a vyzdobila budovu New York Press Club building (Newyorský tiskový klub). Časopis New York Architect chválil jak její návrhy tapet a šablonových vlysů, tak její barevná schémata a napsal, že "přizpůsobila moderní zásady barevné harmonie, jednoduchosti, pravdivosti použitého materiálu a pohodlí americkému vkusu".
V letech 1916–1918 hostovala na hodinách kreslení na Technischen Bauschule (Technická stavební škola). V roce 1919 studovala stavební inženýrství na Staatsgewerbeschule v Salcburku. Následovaly dva roky studia pod vedením německého architekta Theodora Fischera na Technische Universität München (Technická univerzita Mnichov), kde studium ukončila diplomem a mohla používat titul diplomovaná inženýrka.
V roce 1920 odjela Briggsová do Spojených států, kde pracovala ve stavební kanceláři Kahn & Gregory v New Yorku a Filadelfii. Publikovala v různých časopisech. V roce 1923 se vrátila do Vídně.
Návrhy, které vytvořila ve Spojených státech, jsou uloženy ve vídeňském Künstlerhausu. V roce 1921 se stala první ženou ve Österreichischer Ingenieur- und Architekten-Verein (Rakouský svaz inženýrů a architektů), který byl vyhrazen pro akademiky a absolventy vysokých škol. Kromě toho byla první autorizovanou architektkou Rakouska. Ve dvacátých letech 20. století odcestovala do jižní Itálie, kde pracovala na knize o národní architektuře pro amerického nakladatele, která však nikdy nevyšla. V této souvislosti přinesl denní tisk zprávu o jejím zatčení v Palermu koncem prosince 1925 pro podezření ze špionáže; měla být odtud deportována jako „Američanka". Tomuto osudu unikla jen díky tomu, že se zjistilo, že je rakouskou občankou. Po návratu do Vídně postavila obytný komplex Pestalozzi-Hof (1925) a následný Ledigenheim (1926). Byla jednou ze dvou žen (spolu s Margaretou Schütte-Lihotzky), která realizovala pro město Vídeň v meziválečném období městské stavby.
Od roku 1927 žila v Berlíně. V letech 1930–1933 postavila bytový komplex v Berlíně-Mariendorfu a vilu v Klein-Machowě. Psala také odborné články do novin a časopisů a navrhovala výstavní stánky pro veletrhy. Například: na stavební výstavě v roce 1931 pro společnost Wohnungsfürsorge-Gesellschaft Berlin navrhla výstavní plochu. Na této výstavě byla zastoupena i vlastními stavbami a projekty: V hale 1 „Das Bauwerk unserer Zeit“ (Stavby naší doby) vystavovala vedle Petera Behrense, Ericha Mendelsohna, Bruna Tauta a Maxe Tauta.
Po převzetí moci národními socialisty v roce 1933 byla vyloučena ze Svazu německých architektů, jehož členkou byla od roku 1929. Jako Židovka (z židovské komunity vystoupila v roce 1918[1]) musela před nacisty uprchnout a vrátit se do Vídně. 8] V roce 1936 emigrovala do Anglie, ovšem bez pracovního povolení. Brzy poté vytvořila návrhy pro bytové družstvo v Enfieldu. V roce 1947 získala britské občanství[9] a stala se členkou Královského institutu britských architektů (RIBA). V Londýně si otevřela kancelář, kde pracovala až do konce života.
Po smrti svého bratra Fritze, s nímž žila ve společném domě v Londýně, odešla v roce 1953 na odpočinek do Enfieldu v Middlesexu. Ella Briggsová zemřela v Londýně 20. června 1977 ve věku 97 let na leukémii..

## Galerie

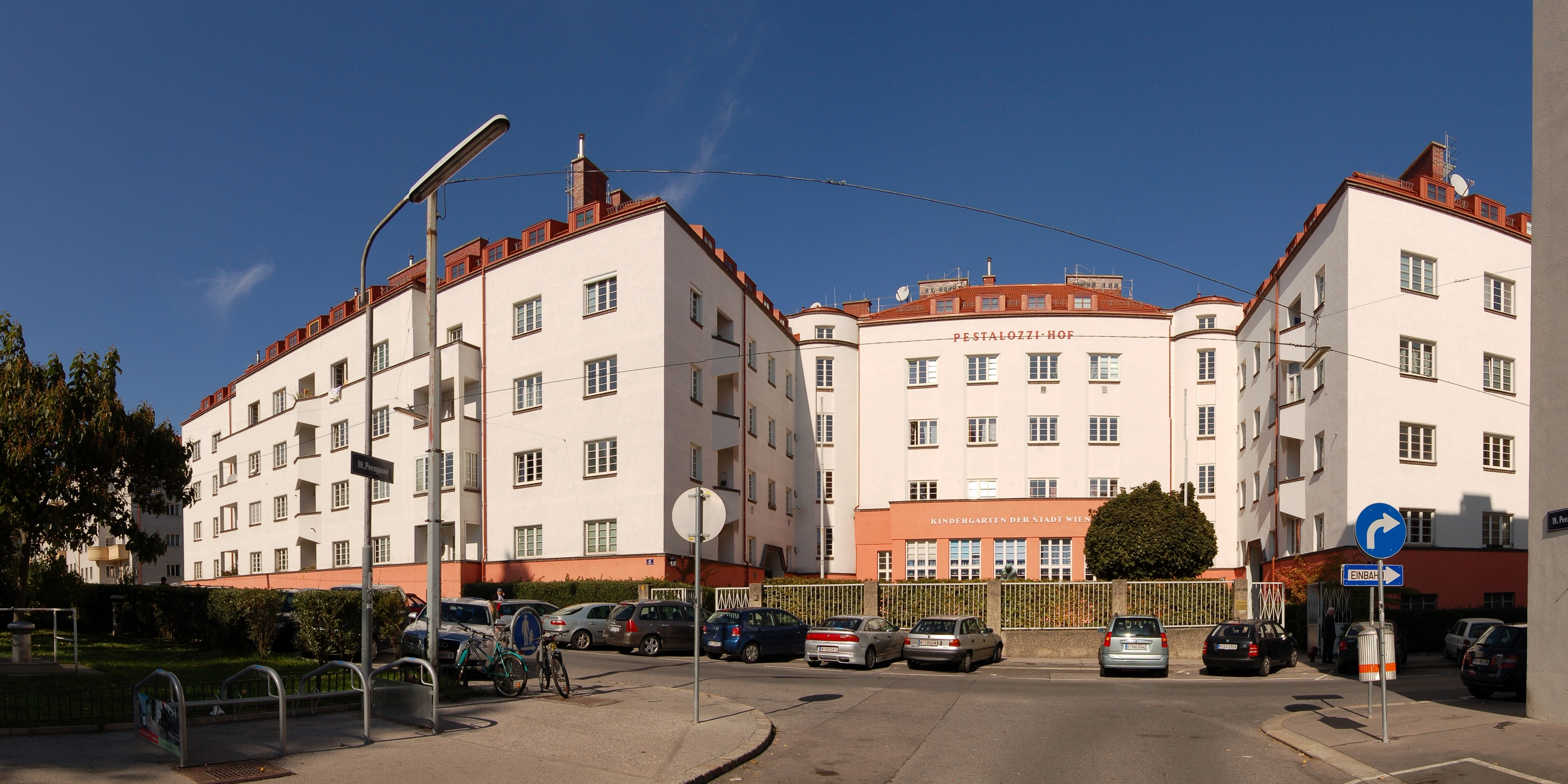
Pohled na Pestalozzi-Hof
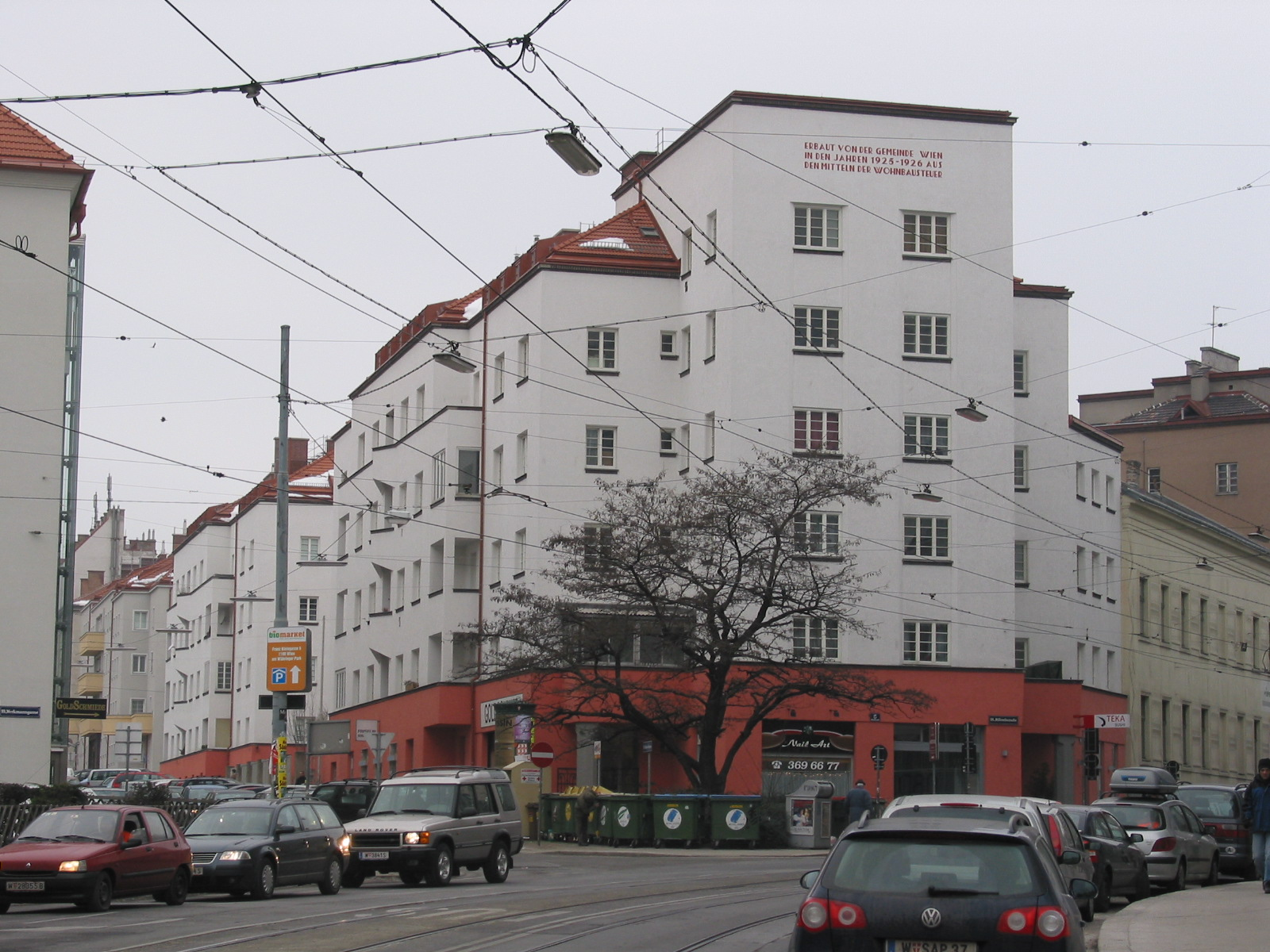
Pestalozzi-Hof (chráněná památka)
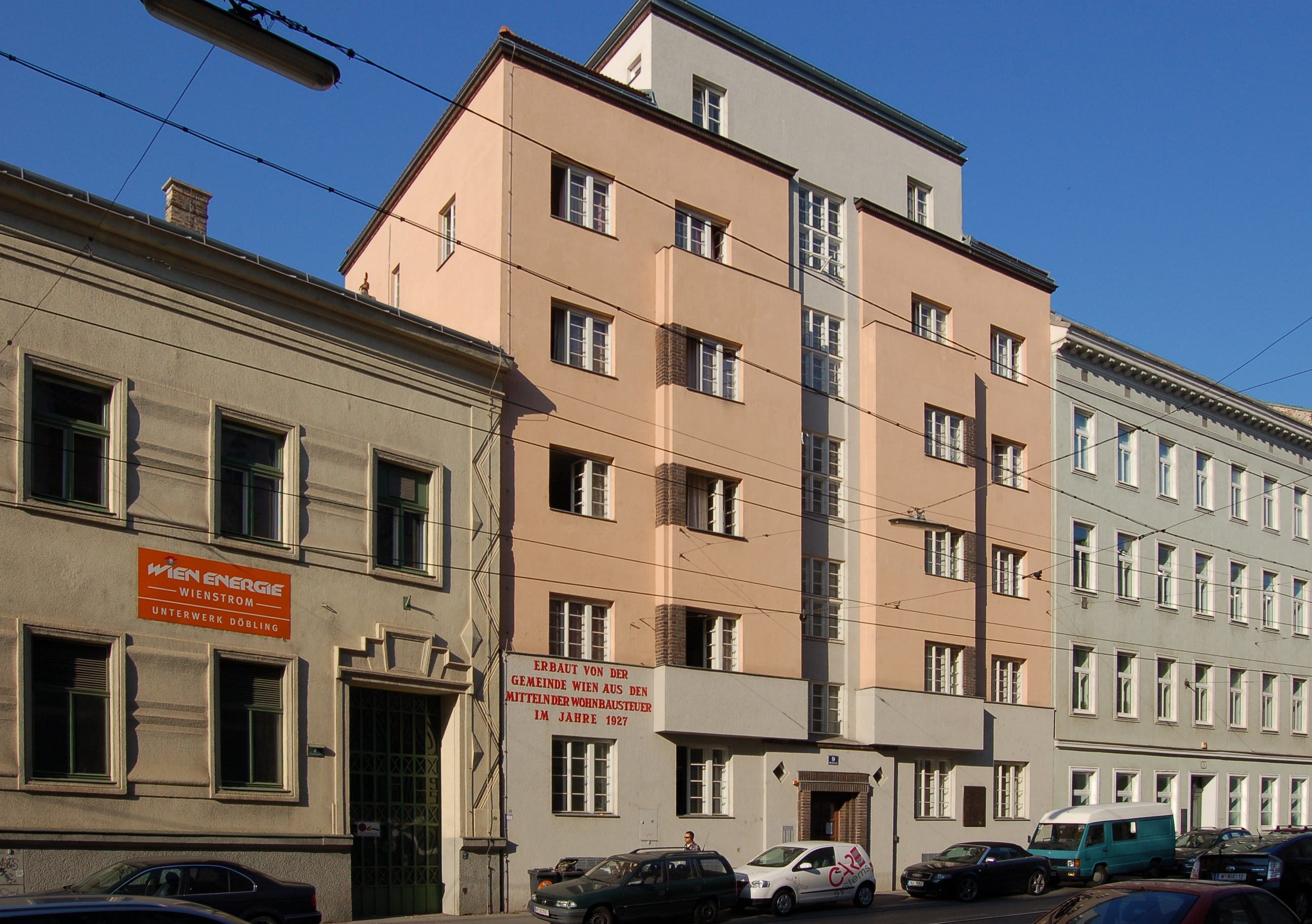
Julius-Tandler-Heim ve Vídni-Döblingu (chráněná památka)